# Catedral de Curtea de Arges
La catedral o monasterio de Curtea de Arges (en rumano: Mănăstirea Curtea de Argeș) es un templo ortodoxo rumano del siglo XVI ubicado en Curtea de Arges, en la región de Valaquia, Rumanía. Está ubicado en los terrenos del monasterio de Curtea de Arges y está dedicado a san Nicolás. El edificio es sede de la archidiócesis de Arges y Muscel. 
La catedral está realizada con piedra caliza gris, que fue esculpida y más tarde endurecida. El interior está realizado en ladrillo, enyesado y decorado con frescos. En las cercanías, en el mismo terreno, se halla un gran palacio real de estilo morisco.

## Arquitectura

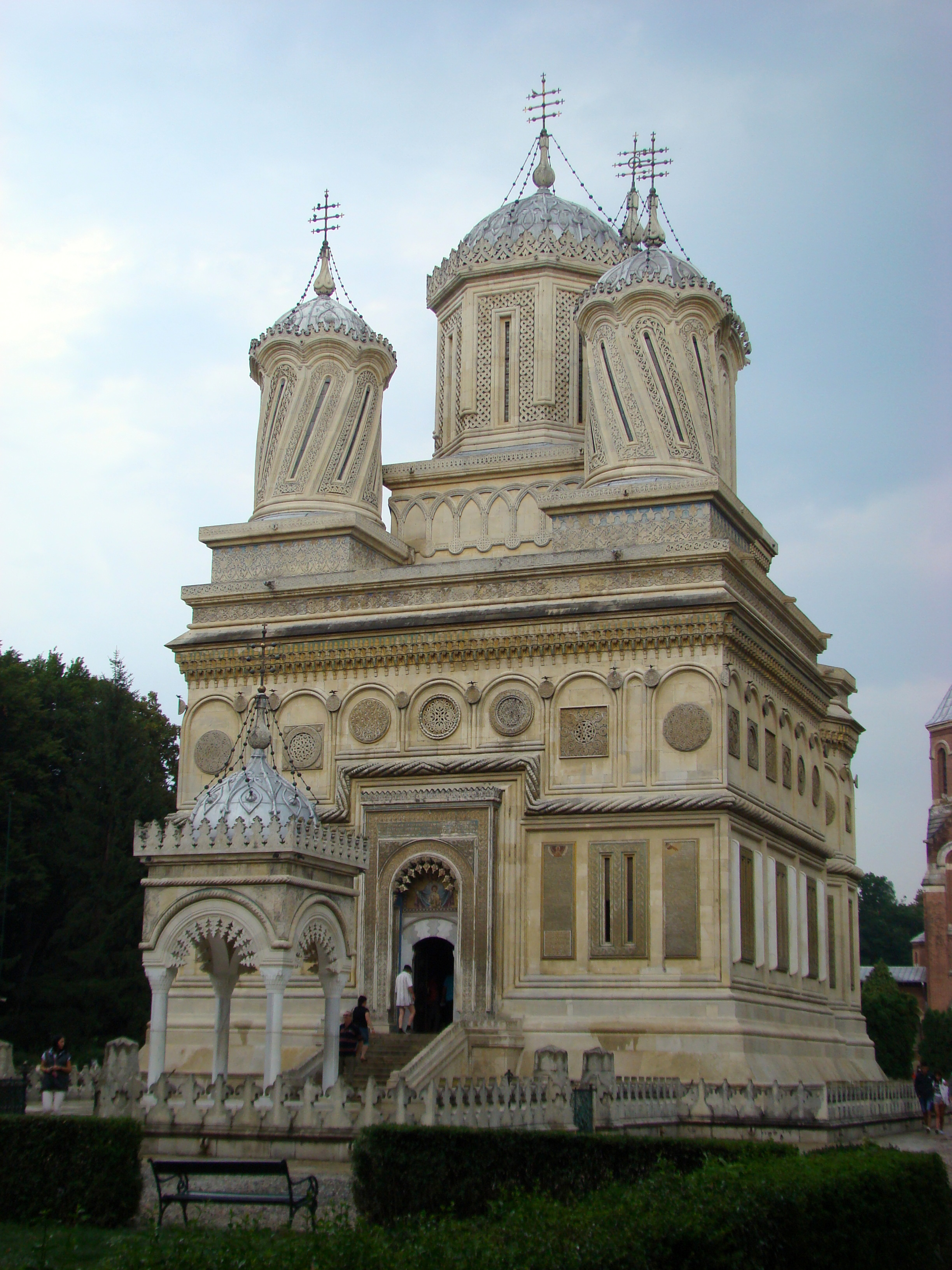
Vista de la catedral

El edificio parece un gran y elaborado mausoleo y fue construido en estilo bizantino con atauriques en estilo morisco. La catedral se sitúa en una plataforma de 2,1 metros y está rodeado por un balaustre de piedra. En esencia, la estructura es rectangular, con varios anexos en la parte trasera. En el centro se levanta una cúpula, apoyada en dos cúpulas más pequeñas, mientras que otra cúpula, más grande y alta que la central se sitúa en el anexo. Cada pináculo está coronado por elementos pétreos en forma de pera, una cruz ortodoxa, emblema de la Santa Trinidad. 
Las ventanas son pequeñas hendiduras, las de los tambores (los cilindros sobre los que descansan las cúpulas) son curvas y forman un ángulo de 70 grados, como si los tambores estuvieran inclinados hacia un lado.
En el edificio principal hay una moldura gruesa y entrelazada entre el frontón y la cornisa. Por encima se aprecian una serie de escudos circulares, adornados con atauriques, mientras que bandas y coronas de lirios están esculpidas por las ventanas, balcones, tambores y cornisas, dando ligereza a la estructura. 
Enfrente de la entrada principal se encuentra un pequeño santuario, cuya estructura consiste en una cornisa y una cúpula sostenida por cuatro pilares.

## Enterramientos
En la catedral reposan los restos de dos vaivodas del siglo XVI:
- Neagoe Basarab (muere en 1521).
- Radu V de Afumati (muere en 1529).

A principios del siglo XX, se convierte en la necrópolis de la familia real donde reposan:
- Carlos I, primer rey de Rumanía (1839-1914).
- Isabel de Wied, reina consorte de Rumanía, esposa de Carlos I (1843-1916).
- María, princesa de Rumanía, hija de Carlos I y de Isabel de Wied (1870-1874). Enterrada inicialmente en la capilla del Palacio de Cotroceni, en 1916 sus restos se reubicaron en la tumba de su madre.
- Fernando I, rey de Rumanía (1865-1927).
- María de Sajonia-Coburgo-Gotha, reina consorte de Rumanía, esposa de Fernando I (1875-1938). Su corazón reposa en el Castillo de Bran.

Además, una persona reposa en las cercanías del templo:
- Elena (Magda) Lupescu, princesa de Rumanía, tercera esposa de Carlos II (1895-1977). Inicialmente depositada a su muerte en el Panteón Real de los Braganza en Lisboa, fue transferida en 2003 y descansa en una capilla del parque de la Catedral.

La nueva catedral arzobispal y real, consagrada en 2012, está situada próxima al monasterio. Aquí reposan:
- Ana de Borbón-Parma, reina consorte de Rumanía, esposa de Miguel I (1923-2016).
- Miguel I, rey de Rumanía (1921-2017).
- Carlos II, rey de Rumanía, hijo de Fernando I y de María de Sajonia-Coburgo-Gotha (1893-1953). Inicialmente enterrado a su muerte en el Panteón Real de los Braganza en Lisboa, fue transferido aquí en 2003.
- Elena de Grecia y Dinamarca, reina madre de Rumania (1896-1982). Inicialmente enterrada en el Cementerio de Bois-de-Vaux, en Lausana, fue transferida aquí en el 2018.
- Mircea, príncipe de Rumania (1913-1916). Inicialmente enterrado en la Capilla del Palacio de Cotroceni, en 1941 fue trasladado a la Capilla del Castillo de Bran y transferido aquí en 2023.
- Nicolás, Príncipe de Rumania (1903-1978). Inicialmente enterrado en el Cementerio de Prilly en Suiza, fue transferido aquí en el 2024.
- Juana Dumitrescu-Doletti, Princesa de Rumania (1910-1963), primera esposa de Nicolás de Rumania. Inicialmente enterrada en el Cementerio de Prilly en Suiza, fue transferida aquí en el 2024.

## Inscripciones
Los archivos de la catedral fueron saqueados por húngaros y turcos, pero todavía se mantienen inscripciones griegas, eslavas y romanas.
Una placa muestra que los fundadores fueron el príncipe Neagoe Basarab (1512-1521) y su esposa Milica Despina de Valaquia; otra placa indica que el príncipe Ioan Radu completó las obras en 1526; una tercera expone que el príncipe Serban Cantacuzino realizó una restauración en 1681; y por último, una cuarta enseña que se produjo otra restauración bajo órdenes del primer obispo Joseph en 1804. Entre 1875 y 1885 la catedral fue reconstruida y en 1886 se volvió a congrasar.

## Leyendas
Las leyendas de Curtea de Arges han inspirado a muchos poetas rumanos, entre ellos el célebre Vasile Alecsandri. Una de las leyendas tradicionales cuenta cómo Neagoe Basarab, mientras estaba secuestrado como rehén en Constantinopla, diseñó una espléndida mezquita para el sultán, regresando y construyendo la catedral con los materiales sobrantes.
La leyenda de Manole
La leyenda dice que Radu Negru contrató a Mesterul Manole o Manoli como arquitecto. Debido a que Manole no podía terminar los muros, el príncipe lo amenazó de muerte a él y sus ayudantes. Finalmente, Manole sugirió que deberían seguir la antigua costumbre de emparedar a una mujer viva en los cimientos, y la esposa que llegase primero a la mañana siguiente sería la víctima. Los demás constructores avisaron a sus familias y Manole no tuvo más remedio que sacrificar a su propia mujer. Así se construyó la catedral.
Cuando Manole y sus ayudantes contaron al príncipe que podían construir un edificio más grande, Radu Negru los abandonó en el tejado para que no pudiesen construir nada parecido. Fabricaron alas de madera e intentaron escapar volando desde el tejado, pero todos acababan estampándose contra el suelo. Se dice que un nacimiento de agua, en honor a Manole, indica el lugar exacto donde cayó.
Este tipo de leyendas son muy conocidas en Europa Central y Europa del Este, en mayor medida también en Rusia, donde Iván el Terrible cegaron a los arquitectos que construyeron la catedral de San Basilio.